# Fenerbahçe Spor Kulübü 2016-2017 (pallacanestro maschile)
Questa voce raccoglie le informazioni riguardanti il Fenerbahçe Spor Kulübü nelle competizioni ufficiali della stagione 2016-2017.

## Stagione
La stagione 2016-2017 del Fenerbahçe è la 51ª nel massimo campionato turco di pallacanestro, la Basketbol Süper Ligi.

## Roster
Aggiornato al 14 luglio 2019.
| Fenerbahçe 2016-17 | Fenerbahçe 2016-17 |
| Giocatori          | Staff tecnico      |
| ------------------ | ------------------ |

| N. | Naz.                                        | Ruolo | Nome                 | Anno | Alt.   | Peso   |  |
| -- | ------------------------------------------- | ----- | -------------------- | ---- | ------ | ------ |  |
| 5  | Turchia (bandiera)                          | AG    | Barış Hersek         | 1988 | 208 cm | 104 kg |  |
| 8  | Stati Uniti (bandiera) · Nigeria (bandiera) | C     | Ekpe Udoh            | 1987 | 208 cm | 111 kg |  |
| 9  | Turchia (bandiera)                          | C     | Ahmet Can Duran      | 1999 | 204 cm | 112 kg |  |
| 10 | Turchia (bandiera)                          | G     | Melih Mahmutoğlu (C) | 1990 | 191 cm | 85 kg  |  |
| 12 | Macedonia del Nord (bandiera)               | AG    | Pero Antić           | 1982 | 211 cm | 118 kg |  |
| 13 | Serbia (bandiera)                           | G     | Bogdan Bogdanović    | 1992 | 198 cm | 93 kg  |  |
| 15 | Canada (bandiera)                           | AG    | Anthony Bennett      | 1993 | 203 cm | 111 kg |  |
| 16 | Grecia (bandiera)                           | P     | Kōstas Sloukas       | 1990 | 190 cm | 95 kg  |  |
| 18 | Turchia (bandiera)                          | AP    | Egehan Arna          | 1997 | 203 cm | 88 kg  |  |
| 21 | Stati Uniti (bandiera)                      | AP    | James Nunnally       | 1990 | 201 cm | 93 kg  |  |
| 22 | Bulgaria (bandiera)                         | GA    | Jordan Minčev        | 1998 | 203 cm | 83 kg  |  |
| 23 | Turchia (bandiera)                          | P     | Berk Uğurlu          | 1996 | 192 cm | 87 kg  |  |
| 24 | Rep. Ceca (bandiera)                        | AG    | Jan Veselý           | 1990 | 213 cm | 110 kg |  |
| 33 | Serbia (bandiera)                           | AP    | Nikola Kalinić       | 1991 | 203 cm | 101 kg |  |
| 35 | Stati Uniti (bandiera) · Turchia (bandiera) | P     | Ali Muhammed         | 1983 | 178 cm | 73 kg  |  |
| 44 | Giordania (bandiera) · Turchia (bandiera)   | C     | Ahmet Düverioğlu     | 1993 | 209 cm | 121 kg |  |
| 70 | Italia (bandiera)                           | AP    | Luigi Datome         | 1987 | 203 cm | 98 kg  |  |

| Allenatore |
| - Željko Obradović                                                                                                 |
| Assistente/i |
| - Vladimir Androić - Erdem Can - Josep Maria Izquierdo Legenda - (C) Capitano - (IN) Inattivo - Infortunato Roster |

## Mercato

### Sessione estiva
| Acquisti | Acquisti         | Acquisti          | Acquisti      | Acquisti |
| R.a      | Nome             | da                | Modalità      |          |
| -------- | ---------------- | ----------------- | ------------- | -------- |
| AP       | James Nunnally   | Scandone Avellino | definitivo    |          |
| C        | Ahmet Düverioğlu | Anadolu Efes      | definitivo    |          |
| P        | Kenan Sipahi     | Karşıyaka         | fine prestito |          |
| AG       | Ayberk Olmaz     | TED Ankara        | fine prestito |          |

| Cessioni | Cessioni       | Cessioni       | Cessioni       | Cessioni |
| R.       | Nome           | a              | Modalità       |          |
| -------- | -------------- | -------------- | -------------- | -------- |
| AC       | Ercan Bayrak   | Samsun         | fine contratto |          |
| C        | Ömer Yurtseven | NCSU Wolfpack  | fine contratto |          |
| P        | Ricky Hickman  | Olimpia Milano | fine contratto |          |
| P        | Kenan Sipahi   | Beşiktaş       | rescissione    |          |
| AG       | Ayberk Olmaz   | İstanbul B.B.  | fine contratto |          |

### Dopo l'inizio della stagione
| Acquisti | Acquisti        | Acquisti      | Acquisti        | Acquisti   |
| R.       | Nome            | da            | Data            | Modalità   |
| -------- | --------------- | ------------- | --------------- | ---------- |
| GA       | Jordan Minčev   | Levski Sofia  | 2 novembre 2016 | definitivo |
| AG       | Anthony Bennett | Brooklyn Nets | 13 gennaio 2017 | definitivo |

| Cessioni | Cessioni        | Cessioni   | Cessioni         | Cessioni    |
| R.       | Nome            | a          | Data             | Modalità    |
| -------- | --------------- | ---------- | ---------------- | ----------- |
| GA       | Jordan Minčev   | Vršac      | 13 febbraio 2017 | prestito    |
| AG       | Anthony Bennett | Free agent | 25 maggio 2017   | rescissione |